# Insatsvara
En insatsvara är en vara som används och förbrukas i tillverkning av andra varor, eller i produktion av tjänster. Insatsvaror kan vara både råvaror, halvfabrikat och konsumtionsvaror. Kapitalvaror, till exempel maskiner, räknas inte som insatsvaror, eftersom de inte förbrukas. Man kan till exempel säga att textila material är insatsvaror vid tillverkning av kläder.